# Championnat des Palaos de football
Le championnat de Palaos de football est une compétition sportive créée en 2004 mettant aux prises les meilleurs clubs de football de Palaos. Le championnat est composé de 5 clubs et ceux-ci sont amateurs.

## Histoire
- L'équipe "Team Bangladesh" est composé uniquement de joueur du Bangladesh est d'un Fidjien, le club est fondé la meme année que le Championnat des Palaos.
- L'équipe de Kramers FC est fondé en 2008, le club est composé de joueur des Palaos, du Mexique, des Philippines, d'Allemagne et des États-Unis.
- L'équipe Taj FC est fondé en 2012, les joueurs actuelle sont des Palaos, du Japon, de Chine, de Nouvelle-Zélande, d'Italie et du Mexique.
- La plupart des matchs du championnat sont joués à Koror dans le stade National Stadium (3 000 places).

## Liste des clubs de Palaos
- Team Bangladesh
- Taj FC
- Kramers
- Melekeok
- Surangel And Sons Company
- Daewoo Ngatpang
- Palau Track and Field Team n'a participé qu'au championnat de 2004.
- New Stars FC
- Lyon FC
- Surangel Kings
- Team Friendship
- Universal Peace Foundation
- Biib Strykers
- Belau Kanu Club
- Mount Everest Nepal

## Vainqueur par saison
- 2004 : Daewoo Ngatpang
- 2005 : Team Bangladesh
- 2006 : Surangel And Sons Company
- 2006-07 : Team Bangladesh (2)
- 2008 : Kramers
- 2009 : Melekeok
- 2010 : Daewoo Ngatpang (2)
- 2012 : Team Bangladesh (3) (printemps)
- 2012 : Taj FC (automne)
- 2014 : Kramers (2)
- 2015 :

## Palmarès
| Rang | Clubs                     | Titre(s) | Année(s)            |
| ---- | ------------------------- | -------- | ------------------- |
| 1    | Team Bangladesh           | 3        | 2005, 2006-07, 2012 |
| 2    | Daewoo Ngatpang           | 2        | 2004, 2010          |
| 3    | Kramers                   | 2        | 2008, 2014          |
| 4    | Melekeok                  | 1        | 2009                |
| 5    | Surangel And Sons Company | 1        | 2006                |
| 6    | Taj FC                    | 1        | 2012                |